# Licaonia
Nella geografia antica la Licaonia era una grande regione all'interno dell'Asia Minore e a nord del Tauro.

## Geografia
La Licaonia era delimitata a est dalla Cappadocia, a nord dalla Galazia, a ovest dalla Frigia e Pisidia, mentre a sud si estende la catena del Tauro dove confina con la regione anticamente conosciuta come Cilicia e nel periodo bizantino come Isauria; ma i suoi confini variarono molto con il tempo. Il nome non si trova nelle opere di Erodoto, ma viene menzionata da Senofonte come attraversata da Ciro il Giovane nella sua marcia attraverso l'Asia. L'autore descrive Iconio come l'ultima città della Frigia e negli Atti degli Apostoli 14:6 Paolo, dopo aver lasciato Iconio, attraversa la frontiera e dichiara che Listra è in Licaonia. Tolomeo, d'altra parte, include la Licaonia come parte della provincia di Cappadocia, alla quale era stata associata dai Romani per la parte amministrativa; ma le due regioni vengono chiaramente distinte sia da Strabone che da Senofonte e generalmente dalla autorità.
La Licaonia viene descritta da Strabone come una regione fredda dagli elevati altipiani, che fornisce pascolo agli asini selvatici e alle pecore; oggigiorno le pecore abbondano ma gli asini selvatici sono praticamente sconosciuti. Aminta, re di Galazia, a cui la regione fu per un certo tempo soggetta, ebbe qui non meno di trecento greggi. È parte dell'altopiano interno dell'Asia minore e ha un'altitudine di più di 1000 metri. Presenta scarsità d'acqua aggravata in alcune zone dall'abbondanza di sale presente nel suolo, perciò la parte nord, che si estende dalle vicinanza di Iconio fino al lago Salato e alle frontiere della Galazia è quasi completamente sterile e possono venir coltivati solo dei piccoli appezzamenti. Il terreno, dove vi è presenza d'acqua, è fertile. Nell'antichità veniva posta grande attenzione all'immagazzinamento e alla distribuzione idrica e quindi molte terre ora sterili potevano venir coltivate e rifornire un gran numero di città.
L'altopiano è interrotto da qualche piccola formazione montagnosa, di carattere vulcanico, tra i quali il Kara Dagh a sud, poche miglia a nord di Karaman, che raggiunge i 2.288 metri, mentre il Karadja Dagh, a nord-est del primo, ha un'altezza inferiore e presenta una serie di sorprendenti crateri vulcanici. La montagne nel nord-ovest, vicino a Iconio e a Laodicea Combusta, sono la parte terminale della catena del Sultan Dagh, che attraversa una larga parte della Frigia.

## Storia

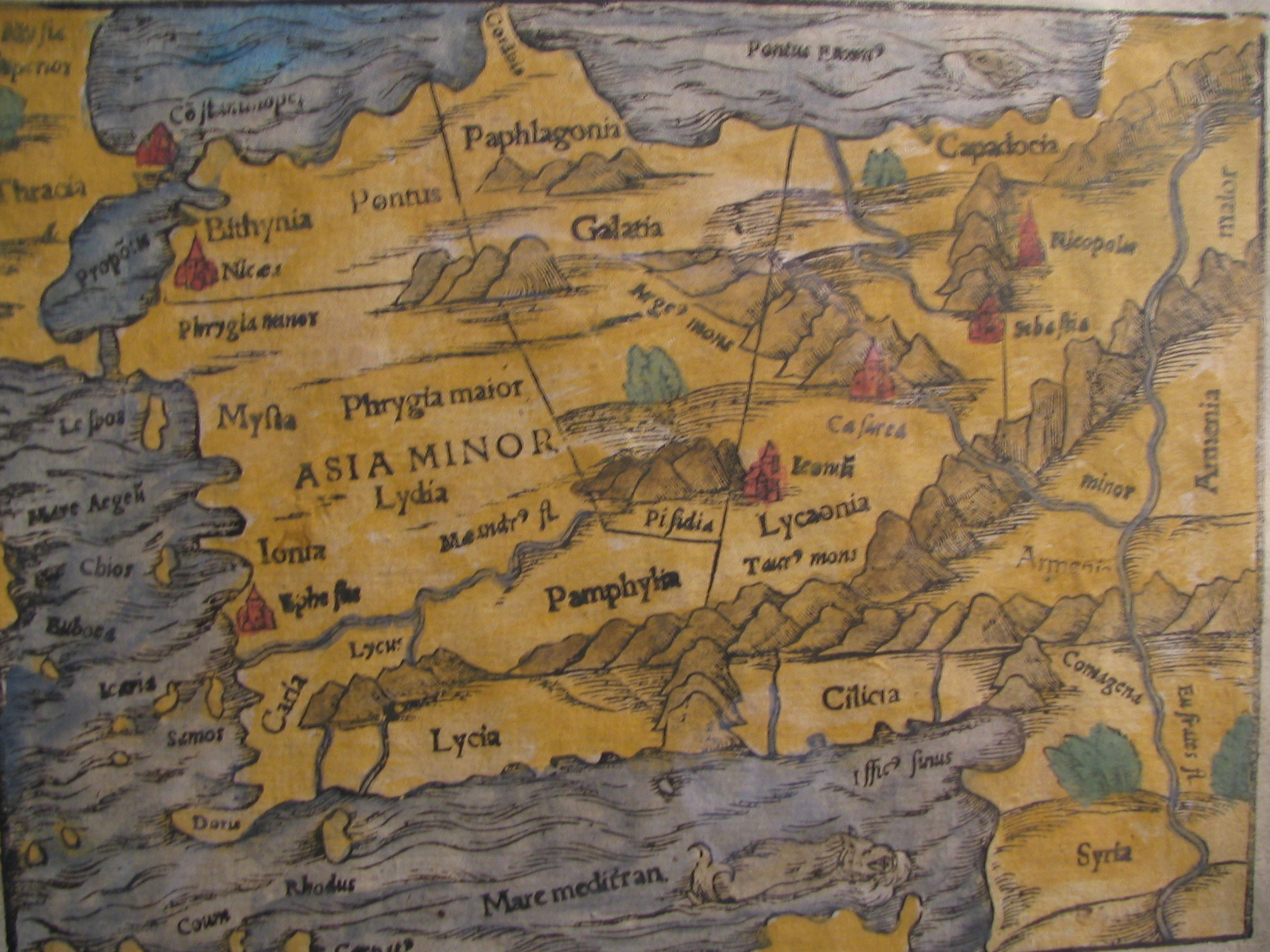
Mappa del XV secolo che mostra la Licaonia.

I Licaoniani sembra abbiano goduto in principio di una grande indipendenza nei confronti dell'impero persiano e similmente ai loro vicini isaurici erano un popolo di fuorilegge e pirati; ma il loro paese era attraversato da una delle maggiori linee naturali di comunicazione dell'Anatolia, che da Sardi ed Efeso andava fino alle porte cilicee; poche città importanti nacquero lungo o vicino a questa via. La più importante era Iconio, nella zona maggiormente fertile della provincia, la quale fu sempre considerata dai Romani come capitale del territorio anche se etnicamente era frigia. È attualmente chiamata Konya ed è stata la capitale del sultanato selgiuchide di Rum per molti secoli. Un poco più a nord, immediatamente prima della frontiera con la Frigia si trovava Laodicea Combusta (ora Ladik), il termine Combusta veniva usato per distinguerla dalla Laodicea che si trovava in Frigia; a sud, vicino ai piedi del Monte Tauro, si trovava Laranda, adesso chiamata Karaman, che ha dato il suo nome alla provincia di Karaman. Derbe e Listra, che sono citate negli Atti degli Apostoli come città considerevoli, si trovavano tra Iconio e Laranda. Vi erano molte altre città, divenute sedi episcopali in epoca bizantina. La Licaonia fu cristianizzata molto presto; la sua organizzazione ecclesiastica fu completamente strutturata nella sua forma finale durante il IV secolo, così come è avvento per le altre regioni dell'Asia Minore.
Dopo la sconfitta di Antioco il Grande, la Licaonia fu data dai Romani a Eumene II, re di Pergamo. Intorno al 160 a.C., parte di essa, la Tetrarchia di Licaonia, fu aggiunta alla Galazia; nel 129 a.C. la metà orientale (nei successivi 200 anni denominata di solito Licaonia proper) fu data alla Cappadocia come undicesima strategia. Nella riorganizzazione delle Provinciæ, 64 a.C., effettuata da Pompeo dopo le guerre mitridatiche, egli assegnò la parte settentrionale della tetrarchia alla Galazia e la parte orientale all'undicesima strategia di Cappadocia. Il restante fu aggregato alla Cilicia. La sua amministrazione e l'organizzazione territoriale cambiò comunque spesso sotto i Romani. Nel 371 la Licaonia fu per la prima volta creata come provincia separata. Attualmente è parte del Konia vilyet.
I Licaoniani sembrano aver avuto una identità nazionale distinta al tempo di Strabone, ma le loro affinità etniche sono sconosciute. La menzione della Lingua licaoniana negli Atti degli Apostoli (14:11) dimostra che la lingua nativa veniva parlata dal popolino a Listra intorno al 50 d.C. ed è probabile che solo a causa dell'influenza del cristianesimo il greco abbia preso il suo posto. È da notare che negli Atti degli Apostoli Barnaba viene chiamato Zeus e Paolo viene chiamato Hermes dai Licaoniani e questo porta molti ricercatori a credere che il licanoniano fosse un dialetto greco, se così fosse la lingua più vicina ad esso sarebbe il greco cappadociano che è classificato come dialetto greco separato. 
Esiste la teoria che il nome "Licaonia" sia la versione greca (influenzata dal nome greco di persona Licaone) di un originale Lukkawanna, che potrebbe significare "la terra del popolo Lukka" in un'antica lingua anatolica correlata con l'ittita.